# Ćakradhara Swamin
Ćakradhara Swamin (चक्रधरस्वामी, ang. Sarvadnya Shri Chakradhar Swami) – filozof indyjski. Założyciel hinduistycznego nurtu mahanubhawasampradaja.
Ćakradhara pochodził z zachodu Indii, ze stanu Gudźarat. Okres jego działalności przypada według różnych źródeł na XI
lub XII
wiek.
Najbardziej znane jego dzieło to zbiór aforyzmów Sutrapatha, zaliczany do kanonu pism tradycji mahanubhawy.
Kontynuatorem nauk i ścieżki Ćakradhary był jego uczeń Nagadewa.
Możliwe iż Ćakradhara był pierwszym uczniem świętego o imieniu Gowinda Prabhu i tenże zapoczątkował pierwotnie nurt mahanubhawy.
Uczeń Ćakradhary o imieniu Mhajbhata opisał jego życie w biograficznym dziele zatytułowanym Lilaćarita.